# (6717) Antal
(6717) Antal – planetoida z pasa głównego asteroid okrążająca Słońce w ciągu 4 lat i 256 dni w średniej odległości 2,8 j.a. Została odkryta 10 października 1990 roku w Obserwatorium Karla Schwarzschilda w Tautenburgu przez Freimuta Börngena i Lutza Schmadela. Nazwa planetoidy pochodzi od Milana Antala (1935–1999), słowackiego astronoma, odkrywcy 17 planetoid. Przed nadaniem nazwy planetoida nosiła oznaczenie tymczasowe (6717) 1990 TU10.